# Wolwi
Wolwi (gr. Βόλβη, Bólbē, Besikíon) – jezioro w północnej Grecji, w Macedonii Środkowej, na wschód od Salonik. Zajmuje powierzchnię 69-76 km², będąc tym samym drugim co do wielkości jeziorem naturalnym w kraju. Głębokość maksymalna dochodzi do około 22 m.

## Opis

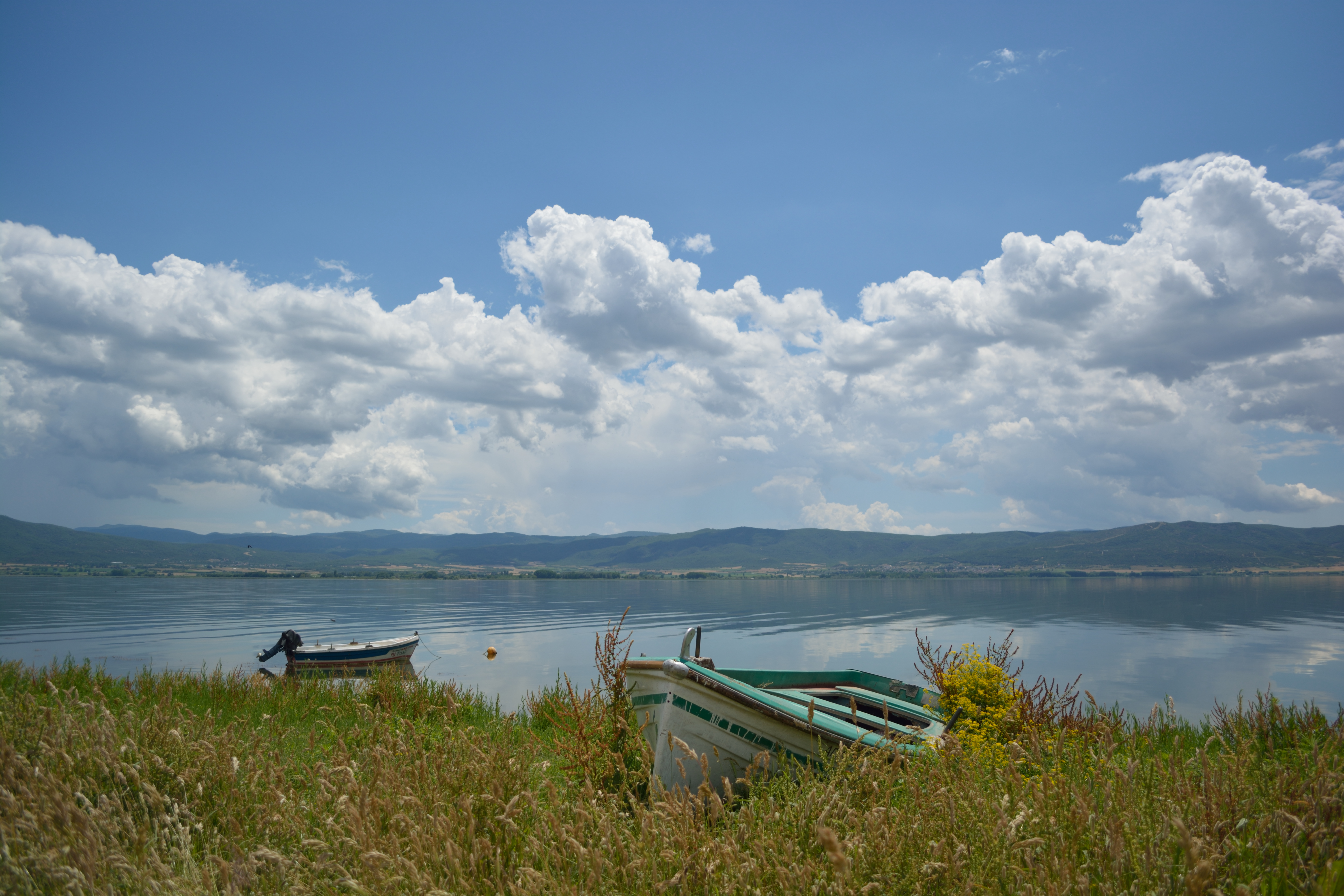
Łodzie wykorzystywane przez miejscowych rybaków

Wolwi jest jeziorem pochodzenia tektonicznego. Ma wydłużony kształt, z długością maksymalną 21 km i szerokością maksymalną 6 km. Lustro wody znajduje się maksymalnie na wysokości 37 m n.p.m. Wolwi zajmuje największą część rozległej doliny ryftowej, która kiedyś w całości była wypełniona wodą. Drugim reliktowym jeziorem tej doliny, położonym na zachód od Wolwi, jest Koronia. Zasilane jest głównie przez cieki spływające z okolicznych gór.
Jezioro jest jedynym miejscem na świecie występowania Alosa macedonica z rodziny śledziowatych i Alburnus volviticus z rodziny karpiowatych – gatunków narażonych na wyginięcie. Ten drugi do 1995 obecny był także w jeziorze Koronia, jednak zanikł w wyniku wysychania zbiornika. W Wolwi odnotowano także m.in. płoć, leszcza, wzdręgę, karasia srebrzystego i okonia pospolitego. Stwierdzono również liczne przykłady krzyżówek, m.in. leszcza ze wzdręgą i płocią.
W latach 80. XX wieku w jeziorze stwierdzono występowanie kilkudziesięciu gatunków zielenic. Dominowały one pod względem liczebności gatunkowej w fitoplanktonie jeziora, jednak w niektórych okresach w roku w odniesieniu do wielkości biomasy ustępowały sinicom, okrzemkom i kryptomonadom.
Jezioro objęte jest programem Natura 2000 jako obszar specjalnej ochrony ptaków od 1988. Jest strefą objętą zakazem polowań. Ze względu na obecność endemicznych gatunków ryb, zagrożonych gatunków roślin oraz bycie ostoją ptaków wodnych, także zimujących, razem z jeziorem Koronia jest od 1975 roku wpisane na listę konwencji ramsarskiej.